# Liste des anciennes communes de Saône-et-Loire
Cette page a pour objectif de retracer toutes les modifications communales dans le département de Saône-et-Loire : les anciennes communes qui ont existé depuis la Révolution française, ainsi que les créations, les modifications officielles de nom, ainsi que les échanges de territoires entre communes.
En 1800, on comptait 609 communes dans le département de Saône-et-Loire. Dès 1830, ce nombre va se stabiliser autour de 590 unités, une quantité similaire encore en 1970, plus d'un siècle plus tard. Depuis lors, les lois incitatives successives n'auront enclenché qu'un timide mouvement de regroupements. Aujourd'hui 563 communes forment ce territoire (au 1er janvier 2025).

## Fusions
| Nom de la nouvelle commune  | Communes réunies                                                 | Régime                                                                                                 | Date (et nature) de la décision                            | Date d'effet                                               |
| --------------------------- | ---------------------------------------------------------------- | --- | ---------------------------------------------------------- | ---------------------------------------------------------- |
| Verdun-Ciel                 | Verdun-sur-le-Doubs                                              | commune nouvelle (SANS communes déléguées)                                                             | 27 septembre 2024 (Arrêté)                                 | 1er janvier 2025                                           |
| Verdun-Ciel                 | Ciel                                                             | commune nouvelle (SANS communes déléguées)                                                             | 27 septembre 2024 (Arrêté)                                 | 1er janvier 2025                                           |
| Bonnay-Saint-Ythaire        | Bonnay                                                           | commune nouvelle (avec communes déléguées)                                                             | 26 juillet 2022 (Arrêté)                                   | 1er janvier 2023                                           |
| Bonnay-Saint-Ythaire        | Saint-Ythaire                                                    | commune nouvelle (avec communes déléguées)                                                             | 26 juillet 2022 (Arrêté)                                   | 1er janvier 2023                                           |
| Navour-sur-Grosne           | Clermain                                                         | commune nouvelle (avec communes déléguées)                                                             | 13 novembre 2018 (Arrêté)                                  | 1er janvier 2019                                           |
| Navour-sur-Grosne           | Brandon                                                          | commune nouvelle (avec communes déléguées)                                                             | 13 novembre 2018 (Arrêté)                                  | 1er janvier 2019                                           |
| Navour-sur-Grosne           | Montagny-sur-Grosne                                              | commune nouvelle (avec communes déléguées)                                                             | 13 novembre 2018 (Arrêté)                                  | 1er janvier 2019                                           |
| La Vineuse sur Fregande     | La Vineuse                                                       | commune nouvelle (avec communes déléguées)                                                             | 28 juillet 2016 (Arrêté)                                   | 1er janvier 2017                                           |
| La Vineuse sur Fregande     | Donzy-le-National                                                | commune nouvelle (avec communes déléguées)                                                             | 28 juillet 2016 (Arrêté)                                   | 1er janvier 2017                                           |
| La Vineuse sur Fregande     | Massy                                                            | commune nouvelle (avec communes déléguées)                                                             | 28 juillet 2016 (Arrêté)                                   | 1er janvier 2017                                           |
| La Vineuse sur Fregande     | Vitry-lès-Cluny                                                  | commune nouvelle (avec communes déléguées)                                                             | 28 juillet 2016 (Arrêté)                                   | 1er janvier 2017                                           |
| Le Rousset-Marizy           | Marizy                                                           | commune nouvelle (avec communes déléguées)                                                             | 21 décembre 2015 (Arrêté)                                  | 1er janvier 2016                                           |
| Le Rousset-Marizy           | Le Rousset                                                       | commune nouvelle (avec communes déléguées)                                                             | 21 décembre 2015 (Arrêté)                                  | 1er janvier 2016                                           |
| Fragnes-La Loyère           | Fragnes                                                          | commune nouvelle (SANS communes déléguées)                                                             | 10 décembre 2015 (Arrêté)                                  | 1er janvier 2016                                           |
| Fragnes-La Loyère           | La Loyère                                                        | commune nouvelle (SANS communes déléguées)                                                             | 10 décembre 2015 (Arrêté)                                  | 1er janvier 2016                                           |
| Clux-Villeneuve             | La Villeneuve                                                    | commune nouvelle (SANS communes déléguées depuis le 4-2-2015)                                          | 23 septembre 2014 (Arrêté)                                 | 1er janvier 2015                                           |
| Clux-Villeneuve             | Clux                                                             | commune nouvelle (SANS communes déléguées depuis le 4-2-2015)                                          | 23 septembre 2014 (Arrêté)                                 | 1er janvier 2015                                           |
| Saint-Loup-Géanges          | Saint-Loup-de-la-Salle                                           | fusion simple                                                                                          | 19 décembre 2002 (Arrêté)                                  | 1er janvier 2003                                           |
| Saint-Loup-Géanges          | Géanges                                                          | fusion simple                                                                                          | 19 décembre 2002 (Arrêté)                                  | 1er janvier 2003                                           |
| Charette-Varennes           | Charette                                                         | fusion simple                                                                                          | 9 décembre 1996 (Arrêté)                                   | 1er janvier 1997                                           |
| Charette-Varennes           | Varennes-sur-le-Doubs                                            | fusion simple                                                                                          | 9 décembre 1996 (Arrêté)                                   | 1er janvier 1997                                           |
| Saint-Symphorien-d'Ancelles | Saint-Symphorien-d'Ancelles                                      | fusion association (fusion simple depuis le 1-1-2014)                                                  | 25 octobre 1974 (Arrêté)                                   | 1er janvier 1975                                           |
| Saint-Symphorien-d'Ancelles | Saint-Romain-des-Îles                                            | fusion association (fusion simple depuis le 1-1-2014)                                                  | 25 octobre 1974 (Arrêté)                                   | 1er janvier 1975                                           |
| Autun                       | Autun                                                            | fusion association (fusion dissoute en 1985 pour Saint-Forgeot) (fusion simple depuis le 1-1-2013)     | 25 juin 1973 (Arrêté)                                      | 15 juillet 1973                                            |
| Autun                       | Saint-Forgeot (commune rétablie en 1985)                         | fusion association (fusion dissoute en 1985 pour Saint-Forgeot) (fusion simple depuis le 1-1-2013)     | 25 juin 1973 (Arrêté)                                      | 15 juillet 1973                                            |
| Autun                       | Saint-Pantaléon                                                  | fusion association (fusion dissoute en 1985 pour Saint-Forgeot) (fusion simple depuis le 1-1-2013)     | 25 juin 1973 (Arrêté)                                      | 15 juillet 1973                                            |
| Louhans                     | Louhans                                                          | fusion association (fusion dissoute en 1979 pour Branges et Sornay) (fusion simple depuis le 1-1-2013) | 9 juin 1973 (Arrêté)                                       | 1er juillet 1973                                           |
| Louhans                     | Branges (commune rétablie en 1979)                               | fusion association (fusion dissoute en 1979 pour Branges et Sornay) (fusion simple depuis le 1-1-2013) | 9 juin 1973 (Arrêté)                                       | 1er juillet 1973                                           |
| Louhans                     | Châteaurenaud                                                    | fusion association (fusion dissoute en 1979 pour Branges et Sornay) (fusion simple depuis le 1-1-2013) | 9 juin 1973 (Arrêté)                                       | 1er juillet 1973                                           |
| Louhans                     | Sornay (commune rétablie en 1979)                                | fusion association (fusion dissoute en 1979 pour Branges et Sornay) (fusion simple depuis le 1-1-2013) | 9 juin 1973 (Arrêté)                                       | 1er juillet 1973                                           |
| Pierre-de-Bresse            | Pierre-de-Bresse                                                 | fusion simple                                                                                          | 27 novembre 1972 (Arrêté)                                  | 1er janvier 1973                                           |
| Pierre-de-Bresse            | Terrans                                                          | fusion simple                                                                                          | 27 novembre 1972 (Arrêté)                                  | 1er janvier 1973                                           |
| Varenne-Saint-Germain       | Varenne-Reuillon                                                 | fusion simple                                                                                          | 4 septembre 1972 (Arrêté),                                 | 1er janvier 1973                                           |
| Varenne-Saint-Germain       | Saint-Germain-des-Rives                                          | fusion simple                                                                                          | 4 septembre 1972 (Arrêté),                                 | 1er janvier 1973                                           |
| Tournus                     | Tournus                                                          | fusion association (dissoute en 2000)                                                                  | 10 juillet 1972 (Arrêté)                                   | 1er janvier 1973                                           |
| Tournus                     | Plottes (commune rétablie en 2000)                               | fusion association (dissoute en 2000)                                                                  | 10 juillet 1972 (Arrêté)                                   | 1er janvier 1973                                           |
| Mâcon                       | Mâcon                                                            | fusion association                                                                                     | 13 juin 1972 (Arrêté)                                      | 1er juillet 1972                                           |
| Mâcon                       | Loché                                                            | fusion association                                                                                     | 13 juin 1972 (Arrêté)                                      | 1er juillet 1972                                           |
| Saint-Vincent-Bragny        | Saint-Vincent-lès-Bragny                                         | fusion simple                                                                                          | 31 décembre 1971 (Arrêté)                                  | 1er janvier 1972                                           |
| Saint-Vincent-Bragny        | Bragny-en-Charollais                                             | fusion simple                                                                                          | 31 décembre 1971 (Arrêté)                                  | 1er janvier 1972                                           |
| Mâcon                       | Mâcon                                                            | fusion association                                                                                     | 23 décembre 1971 (Arrêté)                                  | 1er janvier 1972                                           |
| Mâcon                       | Saint-Jean-le-Priche                                             | fusion association                                                                                     | 23 décembre 1971 (Arrêté)                                  | 1er janvier 1972                                           |
| Mâcon                       | Sennecé-lès-Mâcon                                                | fusion association                                                                                     | 23 décembre 1971 (Arrêté)                                  | 1er janvier 1972                                           |
| Étrigny                     | Étrigny                                                          | fusion                                                                                                 | 22 janvier 1971 (Arrêté)                                   | 1er février 1971                                           |
| Étrigny                     | Champlieu                                                        | fusion                                                                                                 | 22 janvier 1971 (Arrêté)                                   | 1er février 1971                                           |
| Mercurey                    | Mercurey                                                         | fusion                                                                                                 | 22 janvier 1971 (Arrêté)                                   | 1er février 1971                                           |
| Mercurey                    | Bourgneuf-Val-d'Or                                               | fusion                                                                                                 | 22 janvier 1971 (Arrêté)                                   | 1er février 1971                                           |
| Viré                        | Viré                                                             | fusion                                                                                                 | 10 novembre 1968 (Arrêté)                                  | 1er janvier 1969                                           |
| Viré                        | Vérizet                                                          | fusion                                                                                                 | 10 novembre 1968 (Arrêté)                                  | 1er janvier 1969                                           |
| Digoin                      | Digoin                                                           | fusion                                                                                                 | 25 février 1965 (Décret)                                   | 27 février 1965                                            |
| Digoin                      | Vigny-lès-Paray                                                  | fusion                                                                                                 | 25 février 1965 (Décret)                                   | 27 février 1965                                            |
| Dompierre-les-Ormes         | Dompierre-les-Ormes                                              | fusion                                                                                                 | 17 février 1965 (Arrêté)                                   | 1er mars 1965                                              |
| Dompierre-les-Ormes         | Meulin                                                           | fusion                                                                                                 | 17 février 1965 (Arrêté)                                   | 1er mars 1965                                              |
| Mâcon                       | Mâcon                                                            | fusion                                                                                                 | 20 novembre 1964 (Arrêté)                                  | 1er janvier 1965                                           |
| Mâcon                       | Flacé-lès-Mâcon                                                  | fusion                                                                                                 | 20 novembre 1964 (Arrêté)                                  | 1er janvier 1965                                           |
| Chalon-sur-Saône            | Chalon-sur-Saône                                                 | fusion                                                                                                 | 14 janvier 1954 (Décret)                                   | 16 janvier 1954                                            |
| Chalon-sur-Saône            | Saint-Jean-des-Vignes                                            | fusion                                                                                                 | 14 janvier 1954 (Décret)                                   | 16 janvier 1954                                            |
| Charolles                   | Charolles                                                        | fusion                                                                                                 | 16 avril 1896 (Décret)                                     | 16 avril 1896 (Décret)                                     |
| Charolles                   | Saint-Symphorien-lès-Charolles                                   | fusion                                                                                                 | 16 avril 1896 (Décret)                                     | 16 avril 1896 (Décret)                                     |
| Saint-Marcelin-de-Cray      | Saint-Marcelin                                                   | fusion                                                                                                 | 12 juin 1861 (Loi)                                         | 12 juin 1861 (Loi)                                         |
| Saint-Marcelin-de-Cray      | Cray                                                             | fusion                                                                                                 | 12 juin 1861 (Loi)                                         | 12 juin 1861 (Loi)                                         |
| Saint-Maurice-de-Satonnay   | Saint-Maurice-des-Prés                                           | fusion                                                                                                 | 20 mars 1861 (Décret)                                      | 20 mars 1861 (Décret)                                      |
| Saint-Maurice-de-Satonnay   | Satonnay                                                         | fusion                                                                                                 | 20 mars 1861 (Décret)                                      | 20 mars 1861 (Décret)                                      |
| Saint-Julien-de-Jonzy       | Saint-Julien-de-Cray                                             | fusion                                                                                                 | 9 mai 1860 (Loi)                                           | 9 mai 1860 (Loi)                                           |
| Saint-Julien-de-Jonzy       | Jonzy                                                            | fusion                                                                                                 | 9 mai 1860 (Loi)                                           | 9 mai 1860 (Loi)                                           |
| Mâcon                       | Mâcon                                                            | fusion                                                                                                 | 23 avril 1856 (Loi)                                        | 23 avril 1856 (Loi)                                        |
| Mâcon                       | Saint-Clément                                                    | fusion                                                                                                 | 23 avril 1856 (Loi)                                        | 23 avril 1856 (Loi)                                        |
| Chalon-sur-Saône            | Chalon-sur-Saône                                                 | fusion                                                                                                 | 2 mai 1855 (Loi)                                           | 2 mai 1855 (Loi)                                           |
| Chalon-sur-Saône            | Saint-Cosme                                                      | fusion                                                                                                 | 2 mai 1855 (Loi)                                           | 2 mai 1855 (Loi)                                           |
| Toutenant                   | Toutenant                                                        | fusion                                                                                                 | 22 juillet 1847 (Loi)                                      | 22 juillet 1847 (Loi)                                      |
| Toutenant                   | Sennecey-en-Bresse                                               | fusion                                                                                                 | 22 juillet 1847 (Loi)                                      | 22 juillet 1847 (Loi)                                      |
| Villeneuve-en-Montagne      | Villeneuve-en-Montagne                                           | fusion                                                                                                 | 17 juin 1846 (Loi)                                         | 17 juin 1846 (Loi)                                         |
| Villeneuve-en-Montagne      | La Chapelle-Villars                                              | fusion                                                                                                 | 17 juin 1846 (Loi)                                         | 17 juin 1846 (Loi)                                         |
| Cormatin                    | Cormatin                                                         | fusion                                                                                                 | 8 août 1845 (Ordonnance)                                   | 8 août 1845 (Ordonnance)                                   |
| Cormatin                    | Chazelle                                                         | fusion                                                                                                 | 8 août 1845 (Ordonnance)                                   | 8 août 1845 (Ordonnance)                                   |
| Chapaize                    | Chapaize                                                         | fusion                                                                                                 | 14 juin 1845 (Ordonnance)                                  | 14 juin 1845 (Ordonnance)                                  |
| Chapaize                    | Lancharre                                                        | fusion                                                                                                 | 14 juin 1845 (Ordonnance)                                  | 14 juin 1845 (Ordonnance)                                  |
| Saint-Jean-des-Vignes       | Saint-Jean-des-Vignes                                            | fusion                                                                                                 | 4 juin 1845 (Loi)                                          | 4 juin 1845 (Loi)                                          |
| Saint-Jean-des-Vignes       | Saint-Martin-des-Champs                                          | fusion                                                                                                 | 4 juin 1845 (Loi)                                          | 4 juin 1845 (Loi)                                          |
| Mornay                      | Mornay                                                           | fusion                                                                                                 | 25 mai 1844 (Ordonnance)                                   | 25 mai 1844 (Ordonnance)                                   |
| Mornay                      | Villorbaine                                                      | fusion                                                                                                 | 25 mai 1844 (Ordonnance)                                   | 25 mai 1844 (Ordonnance)                                   |
| Cronat                      | Cronat                                                           | fusion                                                                                                 | 13 février 1844 (Ordonnance)                               | 13 février 1844 (Ordonnance)                               |
| Cronat                      | Trisy                                                            | fusion                                                                                                 | 13 février 1844 (Ordonnance)                               | 13 février 1844 (Ordonnance)                               |
| Bissey-sous-Cruchaud        | Bissey                                                           | fusion                                                                                                 | 27 juin 1842 (Ordonnance)                                  | 27 juin 1842 (Ordonnance)                                  |
| Bissey-sous-Cruchaud        | Cruchaud                                                         | fusion                                                                                                 | 27 juin 1842 (Ordonnance)                                  | 27 juin 1842 (Ordonnance)                                  |
| Beauvernois                 | Beauvernois                                                      | fusion                                                                                                 | 29 avril 1833 (Loi) ANNULÉ par l'ordonnance du 5 juin 1833 | 29 avril 1833 (Loi) ANNULÉ par l'ordonnance du 5 juin 1833 |
| Beauvernois                 | Chêne-Sec (département du Jura)                                  | fusion                                                                                                 | 29 avril 1833 (Loi) ANNULÉ par l'ordonnance du 5 juin 1833 | 29 avril 1833 (Loi) ANNULÉ par l'ordonnance du 5 juin 1833 |
| L'Abergement-Sainte-Colombe | L'Abergement-Sainte-Colombe                                      | fusion (dissoute en 1836)                                                                              | 27 novembre 1832 (Ordonnance),                             | 27 novembre 1832 (Ordonnance),                             |
| L'Abergement-Sainte-Colombe | Saint-Christophe-en-Bresse (commune rétablie en 1836)            | fusion (dissoute en 1836)                                                                              | 27 novembre 1832 (Ordonnance),                             | 27 novembre 1832 (Ordonnance),                             |
| Écuelles                    | Écuelles                                                         | fusion                                                                                                 | 8 février 1832 (Ordonnance)                                | 8 février 1832 (Ordonnance)                                |
| Écuelles                    | Molaise (canton de Verdun-sur-le-Doubs)                          | fusion                                                                                                 | 8 février 1832 (Ordonnance)                                | 8 février 1832 (Ordonnance)                                |
| Poisson                     | Poisson                                                          | fusion                                                                                                 | 4 décembre 1831 (Ordonnance)                               | 4 décembre 1831 (Ordonnance)                               |
| Poisson                     | Busseuil                                                         | fusion                                                                                                 | 4 décembre 1831 (Ordonnance)                               | 4 décembre 1831 (Ordonnance)                               |
| Chissey-lès-Mâcon           | Chissey-lès-Mâcon                                                | fusion                                                                                                 | 28 décembre 1825 (Ordonnance)                              | 28 décembre 1825 (Ordonnance)                              |
| Chissey-lès-Mâcon           | Lys                                                              | fusion                                                                                                 | 28 décembre 1825 (Ordonnance)                              | 28 décembre 1825 (Ordonnance)                              |
| Chissey-lès-Mâcon           | Praye                                                            | fusion                                                                                                 | 28 décembre 1825 (Ordonnance)                              | 28 décembre 1825 (Ordonnance)                              |
| Semur-en-Brionnais          | Semur-en-Brionnais                                               | fusion                                                                                                 | 13 novembre 1825 (Ordonnance)                              | 13 novembre 1825 (Ordonnance)                              |
| Semur-en-Brionnais          | Saint-Martin-la-Vallée                                           | fusion                                                                                                 | 13 novembre 1825 (Ordonnance)                              | 13 novembre 1825 (Ordonnance)                              |
| La Charmée                  | La Charmée                                                       | fusion                                                                                                 | 4 décembre 1823 (Ordonnance)                               | 4 décembre 1823 (Ordonnance)                               |
| La Charmée                  | Sienne                                                           | fusion                                                                                                 | 4 décembre 1823 (Ordonnance)                               | 4 décembre 1823 (Ordonnance)                               |
| Palinges                    | Palinges                                                         | fusion                                                                                                 | 26 novembre 1823 (Ordonnance)                              | 26 novembre 1823 (Ordonnance)                              |
| Palinges                    | Fautrières                                                       | fusion                                                                                                 | 26 novembre 1823 (Ordonnance)                              | 26 novembre 1823 (Ordonnance)                              |
| Sevrey                      | Sevrey                                                           | fusion (dissoute en 1867)                                                                              | 26 novembre 1823 (Ordonnance)                              | 26 novembre 1823 (Ordonnance)                              |
| Sevrey                      | Lux (commune rétablie en 1867)                                   | fusion (dissoute en 1867)                                                                              | 26 novembre 1823 (Ordonnance)                              | 26 novembre 1823 (Ordonnance)                              |
| Huilly                      | Huilly                                                           | fusion                                                                                                 | 12 août 1823 (Ordonnance)                                  | 12 août 1823 (Ordonnance)                                  |
| Huilly                      | Molaise (canton de Cuisery)                                      | fusion                                                                                                 | 12 août 1823 (Ordonnance)                                  | 12 août 1823 (Ordonnance)                                  |
| Gilly-sur-Loire             | Gilly-sur-Loire                                                  | fusion                                                                                                 | 19 janvier 1820 (Ordonnance),                              | 19 janvier 1820 (Ordonnance),                              |
| Gilly-sur-Loire             | Aupont                                                           | fusion                                                                                                 | 19 janvier 1820 (Ordonnance),                              | 19 janvier 1820 (Ordonnance),                              |
| Gilly-sur-Loire             | Fontête                                                          | fusion                                                                                                 | 19 janvier 1820 (Ordonnance),                              | 19 janvier 1820 (Ordonnance),                              |
| Curgy                       | Curgy                                                            | fusion                                                                                                 | 12 août 1818 (Ordonnance)                                  | 12 août 1818 (Ordonnance)                                  |
| Curgy                       | Saint-Denis-de-Péon                                              | fusion                                                                                                 | 12 août 1818 (Ordonnance)                                  | 12 août 1818 (Ordonnance)                                  |
| Dezize                      | Dezize                                                           | fusion (dissoute en 1831)                                                                              | 13 novembre 1816 (Ordonnance)                              | 13 novembre 1816 (Ordonnance)                              |
| Dezize                      | Paris-l'Hôpital (commune rétablie en 1831)                       | fusion (dissoute en 1831)                                                                              | 13 novembre 1816 (Ordonnance)                              | 13 novembre 1816 (Ordonnance)                              |
| Condal                      | Condal                                                           | fusion                                                                                                 | 13 octobre 1809 (Décret)                                   | 13 octobre 1809 (Décret)                                   |
| Condal                      | Saint-Sulpice                                                    | fusion                                                                                                 | 13 octobre 1809 (Décret)                                   | 13 octobre 1809 (Décret)                                   |
| Toulon-sur-Arroux           | Toulon-sur-Arroux                                                | fusion                                                                                                 | 20 mai 1806 (Décret)                                       | 20 mai 1806 (Décret)                                       |
| Toulon-sur-Arroux           | Rosières                                                         | fusion                                                                                                 | 20 mai 1806 (Décret)                                       | 20 mai 1806 (Décret)                                       |
| Couches                     | Couches                                                          | fusion                                                                                                 | 30 mai 1805 (Décret) (10 prairial an 13)                   | 30 mai 1805 (Décret) (10 prairial an 13)                   |
| Couches                     | Saint-Martin-de-Couches                                          | fusion                                                                                                 | 30 mai 1805 (Décret) (10 prairial an 13)                   | 30 mai 1805 (Décret) (10 prairial an 13)                   |
| Change                      | Change                                                           | fusion                                                                                                 | 15 septembre 1802 (Arrêté), (28 fructidor an 10)           | 15 septembre 1802 (Arrêté), (28 fructidor an 10)           |
| Change                      | Marcheseuil (département de la Côte-d'Or)                        | fusion                                                                                                 | 15 septembre 1802 (Arrêté), (28 fructidor an 10)           | 15 septembre 1802 (Arrêté), (28 fructidor an 10)           |
| Autun                       | Autun                                                            | fusion                                                                                                 | 1795-1800                                                  | 1795-1800                                                  |
| Autun                       | Fragny                                                           | fusion                                                                                                 | 1795-1800                                                  | 1795-1800                                                  |
| Autun                       | Saint-Symphorien-lès-Autun                                       | fusion                                                                                                 | 1795-1800                                                  | 1795-1800                                                  |
| Couches                     | Couches                                                          | fusion                                                                                                 | 1795-1800 28 janvier 1796 (8 pluviôse an 4)                | 1795-1800 28 janvier 1796 (8 pluviôse an 4)                |
| Couches                     | Combereau-et-Montorge                                            | fusion                                                                                                 | 1795-1800 28 janvier 1796 (8 pluviôse an 4)                | 1795-1800 28 janvier 1796 (8 pluviôse an 4)                |
| Sennecey-le-Grand           | Sennecey-le-Grand                                                | fusion                                                                                                 | 1795-1800 13 septembre 1798 (27 fructidor an 6)            | 1795-1800 13 septembre 1798 (27 fructidor an 6)            |
| Sennecey-le-Grand           | Vieil-Moulin                                                     | fusion                                                                                                 | 1795-1800 13 septembre 1798 (27 fructidor an 6)            | 1795-1800 13 septembre 1798 (27 fructidor an 6)            |
| Malay                       | Malay                                                            | fusion                                                                                                 | 1795-1800                                                  | 1795-1800                                                  |
| Malay                       | Ougy                                                             | fusion                                                                                                 | 1795-1800                                                  | 1795-1800                                                  |
| La Motte-Saint-Jean         | La Motte-Saint-Jean                                              | fusion (dissoute en 1869)                                                                              | 1795-1800                                                  | 1795-1800                                                  |
| La Motte-Saint-Jean         | Morillon (commune rétablie en 1869 sous le nom de Les Guerreaux) | fusion (dissoute en 1869)                                                                              | 1795-1800                                                  | 1795-1800                                                  |
| Saint-Pantaléon             | Saint-Pantaléon                                                  | fusion                                                                                                 | 1795-1800                                                  | 1795-1800                                                  |
| Saint-Pantaléon             | Saint-Pierre-l'Étrier                                            | fusion                                                                                                 | 1795-1800                                                  | 1795-1800                                                  |
| Saint-Sernin-du-Plain       | Saint-Sernin-du-Plain                                            | fusion                                                                                                 | 1795-1800                                                  | 1795-1800                                                  |
| Saint-Sernin-du-Plain       | Cromey                                                           | fusion                                                                                                 | 1795-1800                                                  | 1795-1800                                                  |
| Saint-Sorlin                | Saint-Sorlin                                                     | fusion                                                                                                 | 1795-1800                                                  | 1795-1800                                                  |
| Saint-Sorlin                | Nancelles                                                        | fusion                                                                                                 | 1795-1800                                                  | 1795-1800                                                  |
| Saint-Ythaire               | Saint-Ythaire                                                    | fusion                                                                                                 | 1795-1800                                                  | 1795-1800                                                  |
| Saint-Ythaire               | Besanceuil (transféré à Bonnay en 1867)                          | fusion                                                                                                 | 1795-1800                                                  | 1795-1800                                                  |
| Sainte-Croix                | Sainte-Croix                                                     | fusion                                                                                                 | 1795-1800                                                  | 1795-1800                                                  |
| Sainte-Croix                | Tagiset                                                          | fusion                                                                                                 | 1795-1800                                                  | 1795-1800                                                  |
| Varennes-Saint-Sauveur      | Varennes-Saint-Sauveur                                           | fusion                                                                                                 | 1795-1800                                                  | 1795-1800                                                  |
| Varennes-Saint-Sauveur      | Busserolles                                                      | fusion                                                                                                 | 1795-1800                                                  | 1795-1800                                                  |
| Auxy                        | Auxy                                                             | fusion                                                                                                 | 1790-1794                                                  | 1790-1794                                                  |
| Auxy                        | Repas                                                            | fusion                                                                                                 | 1790-1794                                                  | 1790-1794                                                  |
| Bonnay                      | Bonnay                                                           | fusion                                                                                                 | 1790-1794                                                  | 1790-1794                                                  |
| Bonnay                      | Saint-Hippolyte                                                  | fusion                                                                                                 | 1790-1794                                                  | 1790-1794                                                  |
| Combereau-et-Montorge       | Comberaux                                                        | fusion                                                                                                 | 1790-1794                                                  | 1790-1794                                                  |
| Combereau-et-Montorge       | Montorge                                                         | fusion                                                                                                 | 1790-1794                                                  | 1790-1794                                                  |
| Cromey                      | Cromey                                                           | fusion                                                                                                 | 1790-1794                                                  | 1790-1794                                                  |
| Cromey                      | Mazenay                                                          | fusion                                                                                                 | 1790-1794                                                  | 1790-1794                                                  |
| Épervans                    | Épervans                                                         | fusion                                                                                                 | 1790-1794                                                  | 1790-1794                                                  |
| Épervans                    | Rongère (La)                                                     | fusion                                                                                                 | 1790-1794                                                  | 1790-1794                                                  |
| Fley                        | Fley                                                             | fusion                                                                                                 | 1790-1794                                                  | 1790-1794                                                  |
| Fley                        | Rimont                                                           | fusion                                                                                                 | 1790-1794                                                  | 1790-1794                                                  |
| Fragny                      | Fragny                                                           | fusion                                                                                                 | 1790-1794                                                  | 1790-1794                                                  |
| Fragny                      | Montromble                                                       | fusion                                                                                                 | 1790-1794                                                  | 1790-1794                                                  |
| Givry                       | Givry                                                            | fusion                                                                                                 | 1790-1794                                                  | 1790-1794                                                  |
| Givry                       | Russilly                                                         | fusion                                                                                                 | 1790-1794                                                  | 1790-1794                                                  |
| Pressy-sous-Dondin          | Pressy-sous-Dondin                                               | fusion                                                                                                 | 1790-1794                                                  | 1790-1794                                                  |
| Pressy-sous-Dondin          | Chiddes (commune rétablie en 1889)                               | fusion                                                                                                 | 1790-1794                                                  | 1790-1794                                                  |
| Saint-Marcelin              | Saint-Marcelin                                                   | fusion                                                                                                 | 1790-1794                                                  | 1790-1794                                                  |
| Saint-Marcelin              | Saint-Quentin-des-Hauts (transféré au Rousset en 1861)           | fusion                                                                                                 | 1790-1794                                                  | 1790-1794                                                  |
| Saint-Yan                   | Saint-Yan                                                        | fusion                                                                                                 | 1790-1794                                                  | 1790-1794                                                  |
| Saint-Yan                   | Reuillons (Les)                                                  | fusion                                                                                                 | 1790-1794                                                  | 1790-1794                                                  |

## Créations et rétablissements
| Nouvelle commune           | Commune affectée                       | Mode de création            | Date (et nature) de la décision | Date d'effet                  |
| -------------------------- | -------------------------------------- | --------------------------- | ------------------------------- | ----------------------------- |
| Plottes                    | Tournus                                | Rétablissement              | 22 décembre 2000 (Arrêté)       | 11 mars 2001                  |
| Saint-Forgeot              | Autun                                  | Rétablissement              | 3 septembre 1985 (Arrêté)       | 1er octobre 1985              |
| Branges                    | Louhans                                | Rétablissement              | 1er février 1979 (Arrêté)       | 1er mars 1979                 |
| Sornay                     | Louhans                                | Rétablissement              | 1er février 1979 (Arrêté)       | 1er mars 1979                 |
| Fleurville                 | Vérizet-Fleurville (commune supprimée) | Démembrement et suppression | 23 mai 1952 (Arrêté)            | 18 juin 1952                  |
| Vérizet                    | Vérizet-Fleurville (commune supprimée) | Démembrement et suppression | 23 mai 1952 (Arrêté)            | 18 juin 1952                  |
| Saint-Edmond               | Ligny-en-Brionnais                     | Démembrement                | 5 août 1932 (Loi)               | 5 août 1932 (Loi)             |
| Saint-Edmond               | Saint-Bonnet-de-Cray                   | Démembrement                | 5 août 1932 (Loi)               | 5 août 1932 (Loi)             |
| Saint-Edmond               | Saint-Maurice-lès-Châteauneuf          | Démembrement                | 5 août 1932 (Loi)               | 5 août 1932 (Loi)             |
| Chiddes                    | Pressy-sous-Dondin                     | Rétablissement              | 20 juillet 1889 (Loi)           | 20 juillet 1889 (Loi)         |
| Châtenay                   | Gibles                                 | Démembrement                | 23 mars 1875 (Décret)           | 23 mars 1875 (Décret)         |
| Châtenay                   | Saint-Racho                            | Démembrement                | 23 mars 1875 (Décret)           | 23 mars 1875 (Décret)         |
| Anglure-sous-Dun           | Mussy-sous-Dun                         | Démembrement                | 1er septembre 1869 (Arrêté)     | 1er septembre 1869 (Arrêté)   |
| Les Guerreaux              | La Motte-Saint-Jean                    | Démembrement                | 5 mai 1869 (Loi)                | 5 mai 1869 (Loi)              |
| Les Guerreaux              | Neuvy                                  | Démembrement                | 5 mai 1869 (Loi)                | 5 mai 1869 (Loi)              |
| Les Guerreaux              | Saint-Agnan                            | Démembrement                | 5 mai 1869 (Loi)                | 5 mai 1869 (Loi)              |
| Lux                        | Sevrey                                 | Rétablissement              | 24 octobre 1867 (Arrêté)        | 24 octobre 1867 (Arrêté)      |
| Sivignon                   | Suin                                   | Démembrement                | 6 janvier 1864 (Loi)            | 6 janvier 1864 (Loi)          |
| Saint-Gilles               | Dennevy                                | Démembrement                | 9 avril 1862 (Décret)           | 9 avril 1862 (Décret)         |
| Montceau-les-Mines         | Blanzy                                 | Démembrement                | 24 juin 1856 (Loi)              | 24 juin 1856 (Loi)            |
| Montceau-les-Mines         | Saint-Berain-sous-Sanvignes            | Démembrement                | 24 juin 1856 (Loi)              | 24 juin 1856 (Loi)            |
| Montceau-les-Mines         | Saint-Vallier                          | Démembrement                | 24 juin 1856 (Loi)              | 24 juin 1856 (Loi)            |
| Montchanin-les-Mines       | Saint-Eusèbe                           | Démembrement                | 31 mai 1854 (Décret)            | 31 mai 1854 (Décret)          |
| Lacrost                    | Préty                                  | Démembrement                | 9 juillet 1852 (Loi)            | 9 juillet 1852 (Loi)          |
| Saint-Christophe-en-Bresse | L'Abergement-Sainte-Colombe            | Rétablissement              | 15 février 1836 (Ordonnance),   | 15 février 1836 (Ordonnance), |
| Paris-l'Hôpital            | Dezize                                 | Rétablissement              | 30 mars 1831 (Ordonnance)       | 30 mars 1831 (Ordonnance)     |

## Modifications de nom officiel
| Ancien nom                | Nouveau nom                | Date (et nature) de la décision |
| ------------------------- | -------------------------- | ------------------------------- |
| Sainte-Croix              | Sainte-Croix-en-Bresse     | 26 février 2020 (Décret)        |
| Virey                     | Virey-le-Grand             | 30 janvier 1987 (Décret)        |
| Huilly                    | Huilly-sur-Seille          | 31 décembre 1979 (Décret)       |
| Saint-Loup-de-Varenne     | Saint-Loup-de-Varennes     | 28 février 1979 (Décret)        |
| Allerey                   | Allerey-sur-Saône          | 25 novembre 1970 (Décret)       |
| Épinac-les-Mines          | Épinac                     | 9 février 1968 (Décret)         |
| Beaumont                  | Beaumont-sur-Grosne        | 14 novembre 1967 (Décret)       |
| Pierre                    | Pierre-de-Bresse           | 10 mai 1962 (Décret)            |
| Beaurepaire               | Beaurepaire-en-Bresse      | 21 décembre 1961 (Décret)       |
| Montpont                  | Montpont-en-Bresse         | 21 décembre 1961 (Décret)       |
| La Selle                  | La Celle-en-Morvan         | 25 juillet 1961 (Décret)        |
| Montchanin-les-Mines      | Montchanin                 | 30 septembre 1958 (Décret)      |
| Couches-les-Mines         | Couches                    | 16 août 1955 (Décret)           |
| Sens                      | Sens-sur-Seille            | 27 janvier 1953 (Décret)        |
| Frangy                    | Frangy-en-Bresse           | 18 octobre 1952 (Décret)        |
| Chassey                   | Chassey-le-Camp            | 17 septembre 1946 (Décret)      |
| Charnay                   | Charnay-lès-Mâcon          | 11 avril 1933 (Décret)          |
| Farges                    | Farges-lès-Mâcon           | 11 avril 1933 (Décret)          |
| Flacé                     | Flacé-lès-Mâcon            | 11 avril 1933 (Décret)          |
| Montceaux                 | Montceaux-Ragny            | 11 avril 1933 (Décret)          |
| Roussillon                | Roussillon-en-Morvan       | 11 avril 1933 (Décret)          |
| Vérizet                   | Vérizet-Fleurville         | 11 avril 1933 (Décret)          |
| Vitry                     | Vitry-lès-Cluny            | 11 avril 1933 (Décret)          |
| Sanvignes                 | Sanvignes-les-Mines        | 27 juillet 1924 (Décret)        |
| Germolles                 | Germolles-sur-Grosne       | 25 septembre 1913 (Décret)      |
| Saint-Germain-des-Bois    | Saint-Germain-en-Brionnais | 28 août 1913 (Décret)           |
| Solutré                   | Solutré-Pouilly            | 15 novembre 1912 (Décret)       |
| Lessard-le-Royal          | Lessard-le-National        | 21 novembre 1908 (Décret)       |
| Culles                    | Culles-les-Roches          | 18 janvier 1908 (Décret)        |
| Saint-Sorlin              | La Roche-Vineuse           | 18 janvier 1908 (Décret)        |
| Épinac                    | Épinac-les-Mines           | 9 décembre 1905 (Décret)        |
| Saint-Nizier-sous-Charmoy | Les Bizots                 | 29 février 1904 (Décret)        |
| Saint-Amour               | Saint-Amour-Bellevue       | 15 août 1903 (Décret)           |
| Milly                     | Milly-Lamartine            | 17 novembre 1902 (Décret)       |
| Gigny                     | Gigny-sur-Saône            | 13 août 1902 (Décret)           |
| Sampigny                  | Sampigny-lès-Maranges      | 29 octobre 1899 (Décret)        |
| Cheilly                   | Cheilly-lès-Maranges       | 4 septembre 1898 (Décret)       |
| Dezize                    | Dezize-lès-Maranges        | 4 septembre 1898 (Décret)       |
| Touches                   | Bourgneuf-Val-d'Or         | 9 mars 1897 (Décret)            |
| Étang                     | Étang-sur-Arroux           | 22 août 1896 (Décret)           |
| Saint-Martin-de-Senozan   | Saint-Martin-Belle-Roche   | 19 octobre 1894 (Décret)        |
| Brancion                  | Martailly-lès-Brancion     | 5 octobre 1893 (Décret)         |
| Crèches                   | Crèches-sur-Saône          | 26 août 1893 (Décret)           |
| Neuvy                     | Neuvy-Grandchamp           | 30 décembre 1891 (Décret)       |
| Donzy-le-Royal            | Donzy-le-National          | 28 mars 1890 (Décret)           |
| Colombier-sous-Uxelles    | Champagny-sous-Uxelles     | 27 août 1883 (Décret)           |
| Saint-Gengoux-le-Royal    | Saint-Gengoux-le-National  | 17 avril 1882 (Décret)          |
| Bragny                    | Bragny-sur-Saône           | 29 novembre 1880 (Décret)       |
| Ouroux                    | Ouroux-sur-Saône           | 8 novembre 1880 (Décret)        |
| Saint-Germain-des-Bois    | Saint-Germain-lès-Buxy     | 8 novembre 1880 (Décret)        |
| Ligny                     | Ligny-en-Brionnais         | 2 décembre 1879 (Décret)        |
| Vigny                     | Vigny-lès-Paray            | 16 juillet 1879 (Décret)        |
| Romanèche                 | Romanèche-Thorins          | 29 juillet 1872 (Décret)        |
| Couches                   | Couches-les-Mines          | 28 avril 1853 (Décret)          |

## Communes associées
Liste des communes ayant, ou ayant eu (en italique), à la suite d'une fusion, le statut de commune associée.
| Nom de la commune     | Code INSEE | Fusion-association                     | Fusion-association | Fusion-association          | D - Défusion ou F - transformation de l'association en fusion simple | D - Défusion ou F - transformation de l'association en fusion simple | D - Défusion ou F - transformation de l'association en fusion simple |
| Nom de la commune     | Code INSEE | date de la décision                    | date d'effet       | commune absorbante          | D/F                                                                  | date de la décision                                                  | date d'effet                                                         |
| --------------------- | ---------- | -------------------------------------- | ------------------ | --------------------------- | -------------------------------------------------------------------- | -------------------------------------------------------------------- | -------------------------------------------------------------------- |
| Saint-Forgeot         | 71414      | Arrêté préfectoral du 25 juin 1973     | 15 juillet 1973    | Autun                       | D                                                                    | Arrêté préfectoral du 3 septembre 1985                               | 1er octobre 1985                                                     |
| Saint-Pantaléon       | 71467      | Arrêté préfectoral du 25 juin 1973     | 15 juillet 1973    | Autun                       | F                                                                    | Arrêté préfectoral du 15 novembre 2012                               | 1er janvier 2013                                                     |
| Branges               | 71056      | Arrêté préfectoral du 9 juin 1973      | 1er juillet 1973   | Louhans                     | D                                                                    | Arrêté préfectoral du 1er février 1979                               | 1er mars 1979                                                        |
| Sornay                | 71528      | Arrêté préfectoral du 9 juin 1973      | 1er juillet 1973   | Louhans                     | D                                                                    | Arrêté préfectoral du 1er février 1979                               | 1er mars 1979                                                        |
| Châteaurenaud         | 71114      | Arrêté préfectoral du 9 juin 1973      | 1er juillet 1973   | Louhans                     | F                                                                    | Arrêté préfectoral du 15 novembre 2012                               | 1er janvier 2013                                                     |
| Saint-Jean-le-Priche  | 71432      | Arrêté préfectoral du 23 décembre 1971 | 1er janvier 1972   | Mâcon                       |                                                                      |                                                                      |                                                                      |
| Sennecé-lès-Mâcon     | 71511      | Arrêté préfectoral du 23 décembre 1971 | 1er janvier 1972   | Mâcon                       |                                                                      |                                                                      |                                                                      |
| Loché                 | 71260      | Arrêté préfectoral du 13 juin 1972     | 1er juillet 1972   | Mâcon                       |                                                                      |                                                                      |                                                                      |
| Saint-Romain-des-Îles | 71476      | Arrêté préfectoral du 25 octobre 1974  | 1er janvier 1975   | Saint-Symphorien-d'Ancelles | F                                                                    | Arrêté préfectoral du 18 décembre 2013                               | 1er janvier 2014                                                     |
| Plottes               | 71353      | Arrêté préfectoral du 10 juillet 1972  | 1er janvier 1973   | Tournus                     | D                                                                    | Arrêté préfectoral du 22 décembre 2000                               | 11 mars 2001                                                         |

## Communes déléguées d'une commune nouvelle
Liste des communes ayant, ou ayant eu (en italique), à la suite d'une fusion, le statut de commune déléguée (le chef-lieu est marqué d'un astérisque) dans une commune nouvelle.
| Commune déléguée    | Code INSEE | Commune nouvelle                        | Commune nouvelle | Commune nouvelle        | Défusion            | Défusion     |
| Commune déléguée    | Code INSEE | date de la décision                     | date d'effet     | nom de la commune       | date de la décision | date d'effet |
| ------------------- | ---------- | --------------------------------------- | ---------------- | ----------------------- | ------------------- | ------------ |
| Clux                | 71138      | Arrêté préfectoral du 23 septembre 2014 | 1er janvier 2015 | Clux-Villeneuve         |                     |              |
| La Villeneuve*      | 71578      | Arrêté préfectoral du 23 septembre 2014 | 1er janvier 2015 | Clux-Villeneuve         |                     |              |
| Fragnes*            | 71204      | Arrêté préfectoral du 10 décembre 2015  | 1er janvier 2016 | Fragnes-La Loyère       |                     |              |
| La Loyère           | 71265      | Arrêté préfectoral du 10 décembre 2015  | 1er janvier 2016 | Fragnes-La Loyère       |                     |              |
| Brandon             | 71055      | Arrêté préfectoral du 13 novembre 2018  | 1er janvier 2019 | Navour-sur-Grosne       |                     |              |
| Clermain*           | 71134      | Arrêté préfectoral du 13 novembre 2018  | 1er janvier 2019 | Navour-sur-Grosne       |                     |              |
| Montagny-sur-Grosne | 71304      | Arrêté préfectoral du 13 novembre 2018  | 1er janvier 2019 | Navour-sur-Grosne       |                     |              |
| Le Rousset          | 71375      | Arrêté préfectoral du 21 décembre 2015  | 1er janvier 2016 | Le Rousset-Marizy       |                     |              |
| Marizy*             | 71279      | Arrêté préfectoral du 21 décembre 2015  | 1er janvier 2016 | Le Rousset-Marizy       |                     |              |
| Donzy-le-National   | 71180      | Arrêté préfectoral du 28 juillet 2016   | 1er janvier 2017 | La Vineuse sur Fregande |                     |              |
| Massy               | 71288      | Arrêté préfectoral du 28 juillet 2016   | 1er janvier 2017 | La Vineuse sur Fregande |                     |              |
| La Vineuse*         | 71582      | Arrêté préfectoral du 28 juillet 2016   | 1er janvier 2017 | La Vineuse sur Fregande |                     |              |
| Vitry-lès-Cluny     | 71587      | Arrêté préfectoral du 28 juillet 2016   | 1er janvier 2017 | La Vineuse sur Fregande |                     |              |
| Bonnay*             | 71042      | Arrêté préfectoral du 22 juillet 2022   | 1er janvier 2023 | Bonnay-Saint-Ythaire    |                     |              |
| Saint-Ythaire       | 71492      | Arrêté préfectoral du 22 juillet 2022   | 1er janvier 2023 | Bonnay-Saint-Ythaire    |                     |              |

## Modifications de limites communales
Le plus souvent, les modifications des limites communales décidées par arrêtés préfectoraux ne sont pas répertoriées dans le Journal officiel ni dans le Bulletin officiel.
| La commune de ...                                            | ... cède du territoire à la commune de ...                   | précisions                                                                             | Date (et nature) de la décision                                  |
| ------------------------------------------------------------ | ------------------------------------------------------------ | -------------------------------------------------------------------------------------- | ---------------------------------------------------------------- |
| Champforgeuil                                                | Châtenoy-le-Royal                                            | 3 habitants Superficie de 37 a 99 ca                                                   | 4 novembre 1996 (Décret)                                         |
| Chenôves                                                     | Saint-Vallerin                                               | 2 habitants                                                                            | 23 septembre 1991 (Arrêté)                                       |
| Sanvignes-les-Mines                                          | Saint-Vallier                                                | 12 habitants Superficie de 99 a                                                        | 6 août 1986 (Décret)                                             |
| Saint-Vallier                                                | Sanvignes-les-Mines                                          | Superficie de 41 ha 65 a 11 ca                                                         | 6 août 1986 (Décret)                                             |
| Saint-Usuge Simard                                           | Simard Saint-Usuge                                           |                                                                                        | 19 mai 1969 (Décret)                                             |
| Châtenoy-le-Royal                                            | Saint-Rémy                                                   | Superficie de 3 ha 51 a 14 ca                                                          | 29 janvier 1968 (Décret)                                         |
| Saint-Berain-sous-Sanvignes                                  | Sanvignes-les-Mines                                          | Superficie de 39 a 70 ca                                                               | 29 septembre 1966 (Décret)                                       |
| Sanvignes-les-Mines                                          | Saint-Berain-sous-Sanvignes                                  | Superficie de 1 ha 31 a 50 ca                                                          | 29 septembre 1966 (Décret)                                       |
| Saint-Vallier                                                | Montceau-les-Mines                                           | Lieu-dit La Saule                                                                      | 29 septembre 1966 (Décret)                                       |
| Lacrost                                                      | Tournus                                                      | 26 habitants                                                                           | 29 décembre 1965 (Arrêté)                                        |
| Saint-Laurent-en-Brionnais                                   | Baudemont                                                    | 10 habitants                                                                           | 14 octobre 1965 (Arrêté)                                         |
| Champforgeuil                                                | Chalon-sur-Saône                                             | Lieux-dits : Grand-Champ, Le Tio et Corvée des Fourches Superficie de 12 ha 15 a 93 ca | 9 février 1960 (Arrêté)                                          |
| Saint-Firmin                                                 | Le Creusot                                                   | Superficie de 4 ha 60 a                                                                | 3 février 1956 (Arrêté)                                          |
| Châtenoy-le-Royal                                            | Chalon-sur-Saône                                             | Superficie de 20 ha 18 a 95 ca                                                         | 10 juin 1955 (Arrêté)                                            |
| Crissey Saint-Jean-des-Vignes                                | Saint-Jean-des-Vignes Crissey                                | Axe du nouveau canal du Centre                                                         | 12 juin 1948 (Arrêté)                                            |
| Chalon-sur-Saône Saint-Rémy                                  | Saint-Rémy Chalon-sur-Saône                                  |                                                                                        | 8 mars 1911 (Loi)                                                |
| Flacé-lez-Mâcon Charnay-lez-Mâcon                            | Mâcon                                                        |                                                                                        | 29 septembre 1877 (Décret)                                       |
| Saint-Ythaire                                                | Bonnay                                                       | Section de Bezanceuil                                                                  | 10 avril 1867 (Loi)                                              |
| Uxeau                                                        | Vendenesse-sur-Arroux                                        |                                                                                        | 28 mars 1866 (Loi)                                               |
| Perreuil                                                     | Saint-Berain                                                 |                                                                                        | 17 février 1864 (Loi)                                            |
| Briant                                                       | Sainte-Foy                                                   |                                                                                        | 22 avril 1863 (Loi)                                              |
| Saint-Julien-de-Jonzy                                        | Sainte-Foy                                                   |                                                                                        | 22 avril 1863 (Loi)                                              |
| Saint-Sernin-du-Bois                                         | Le Creusot                                                   |                                                                                        | 15 février 1862 (Loi)                                            |
| Saint-Firmin                                                 | Le Creusot                                                   |                                                                                        | 15 février 1862 (Loi)                                            |
| Le Breuil                                                    | Le Creusot                                                   |                                                                                        | 15 février 1862 (Loi)                                            |
| Torcy                                                        | Le Creusot                                                   |                                                                                        | 15 février 1862 (Loi)                                            |
| Montcenis                                                    | Le Creusot                                                   |                                                                                        | 15 février 1862 (Loi)                                            |
| Marmagne                                                     | Le Creusot                                                   |                                                                                        | 15 février 1862 (Loi)                                            |
| Saint-Marcelin-de-Cray                                       | Le Rousset                                                   | Section de Saint-Quentin                                                               | 12 juin 1861 (Loi)                                               |
| Torcy                                                        | Montchanin-les-Mines                                         |                                                                                        | 24 juillet 1860 (Loi)                                            |
| Saint-Laurent-d'Andenay                                      | Montchanin-les-Mines                                         |                                                                                        | 24 juillet 1860 (Loi)                                            |
| Varennes-sous-Dun                                            | Mussy-sous-Dun                                               |                                                                                        | 24 avril 1858 (Loi)                                              |
| Charnay                                                      | Mâcon                                                        |                                                                                        | 23 avril 1856 (Loi)                                              |
| Flacé                                                        | Mâcon                                                        |                                                                                        | 23 avril 1856 (Loi)                                              |
| Varennes-sous-Dun                                            | La Clayette                                                  |                                                                                        | 2 avril 1850 (Loi)                                               |
| Curbigny                                                     | La Clayette                                                  |                                                                                        | 2 avril 1850 (Loi)                                               |
| Beaudemont                                                   | La Clayette                                                  |                                                                                        | 2 avril 1850 (Loi)                                               |
| Serrières                                                    | Bussières                                                    | Hameau des Esserteaux                                                                  | 1er août 1849 (Loi)                                              |
| Savigny-sur-Seille                                           | Montret                                                      | Hameau de Montroux                                                                     | 1er août 1849 (Loi)                                              |
| Montbellet                                                   | Viré                                                         | Hameaux de Boulaise et Jean-Large                                                      | 17 juin 1846 (Loi)                                               |
| Saint-Jean-des-Vignes                                        | Chalon                                                       |                                                                                        | 11 juin 1842 (Loi)                                               |
| Saint-Marcel                                                 | Chalon                                                       |                                                                                        | 11 juin 1842 (Loi)                                               |
| Saint-Cosme                                                  | Chalon                                                       |                                                                                        | 11 juin 1842 (Loi)                                               |
| Saint-Rémy                                                   | Chalon                                                       |                                                                                        | 11 juin 1842 (Loi)                                               |
| Saint-Christophe                                             | Vauban                                                       | Hameaux de Mussy-lès-Rouvray et les Places-de-Mussy                                    | 25 juin 1841 (Loi)                                               |
| Frangy                                                       | Saint-Germain-du-Bois                                        | Section de Balolle                                                                     | 15 juillet 1840 (Loi)                                            |
| Chevigny-en-Valière (département de Côte-d'Or) Saint-Gervais | Saint-Gervais Chevigny-en-Valière (département de Côte-d'Or) | Limite fixée par les rivières Dheune et Avant-Dheune                                   | 29 mars 1829 (Loi)                                               |
| Saint-Gervais                                                | Dracy                                                        | Hameau de Grangy                                                                       | 12 août 1818 (Ordonnance)                                        |
| Uchizy                                                       | Arbigny (département de l'Ain)                               | Limite fixée sur le milieu du lit de la Saône                                          | 10 octobre 1811 (Décret)                                         |
| Charnay                                                      | Mâcon                                                        | Faubourg de la Barre                                                                   | 13 avril 1807 (Arrêté) 11 janvier 1808 (Rejet du Conseil d'État) |
| Arbigny (département de l'Ain) Uchizy                        | Uchizy Arbigny (département de l'Ain)                        |                                                                                        | 10 novembre 1803 (Arrêté) (18 brumaire an 12)                    |
| Nolay (département de Côte-d'Or)                             | Change                                                       | Hameau de Marchezeuil                                                                  | 15 septembre 1802 (Arrêté), (28 fructidor an 10)                 |